# Ганс фон Альфен
Ганс Барсмік Генріх фон Альфен (нім. Hans Barsmick Heinrich von Ahlfen; 20 лютого 1897, Берлін — 11 вересня 1966, Оберндорф-ам-Неккар) — німецький офіцер, генерал-майор вермахту.

## Біографія
Учасник Першої світової війни. Після демобілізації армії залишений у рейхсвері, служив у інженерних частинах. З 1 липня 1940 року — командир 40-го інженерного батальйону (моторизованого), з 5 січня 1942 року — начальник штабу 617-го інженерного полку (моторизованого). З 30 липня 1942 по 1 липня 1943 року служив у генштабі групи армій «Дон». З 1 липня 1943 по 5 жовтня 1944 року — керівник інженерних частин вищого армійського командування «Норвегія». Під час операції «Багратіон» з 27 липня по 16 вересня 1944 року командував інженерними частинами 9-ї армії. В жовтні 1944 року переведений в резерв, пройшов курс командира дивізії. З 16 листопада 1944 року — командир з'єднання «Фон Альфен» при групі армій «Дон» і, одночасно, 70-ї інженерної бригади. 2 лютого 1945 року Фердинанд Шернер призначив фон Альфена командиром міста-фортеці Бреслау. Під час облоги міста радянськими військами посварився з гауляйтером Карлом Ганке, і той домігся зняття фон Альфена з посади, що відбулось 8 березня. Після кількох тижнів бездіяльності 25 березня призначений командиром інженерних частин групи армій «B». 17 квітня взятий в полон союзниками. 30 червня 1947 року звільнений. Написав ряд книг, включаючи навчальні посібники для інженерних військ та мемуари про оборону Бреслау.

## Звання
- Доброволець (17 серпня 1914)
- Фанен-юнкер-єфрейтор (13 жовтня 1914)
- Фанен-юнкер-унтер-офіцер (13 листопада 1914)
- Фенріх (27 січня 1915)
- Лейтенант (22 березня 1915)
- Обер-лейтенант (21 липня 1925)
- Гауптман (1 березня 1931)
- Майор (1 січня 1936)
- Оберст-лейтенант (1 березня 1939)
- Оберст (1 лютого 1942)
- Генерал-майор (30 січня 1945)

## Нагороди
- Залізний хрест 2-го і 1-го класу
- Хрест «За військові заслуги» (Австро-Угорщина) 3-го класу з військовою відзнакою
- Нагрудний знак «За поранення» в чорному
- Почесний хрест ветерана війни з мечами
- Медаль «За вислугу років у Вермахті» 4-го, 3-го, 2-го і 1-го класу (25 років)
- Застібка до Залізного хреста 2-го і 1-го класу
- Хрест Воєнних заслуг 2-го і 1-го класу з мечами
- Медаль «За зимову кампанію на Сході 1941/42»
- Орден Михая Хороброго (Румунія)
- Орден Зірки Румунії, командорський хрест з мечами